# Gizellafalva község
Gizellafalva község (románul: Comuna Ghizela) község Temes megyében, Romániában. Központja Gizellafalva, beosztott falvai Hosszúág, Panyó, Sziklás.

## Népessége
A 2011-es népszámlálás adatai alapján a község népessége 1155 fő volt.